# Photoelektrische Klangerzeugung
Die photoelektrische Klangerzeugung ist eine Art der Klangerzeugung, die sich den photoelektrischen Effekt zunutze macht. Dabei trifft das Licht einer Lichtquelle durch eine Blende auf eine Photozelle. Diese Photozelle erzeugt dabei eine Spannung, die von der Intensität der Lichteinstrahlung abhängt (siehe Lasermikrofon). Über einen Verstärker und einen Lautsprecher lassen sich diese Spannungsänderungen hörbar machen. 
Diese Technik war von einiger Bedeutung in der Entwicklung der elektronischen Musik und des Tonfilms.

## Das „Superpiano“
Emerich Spielmann entwickelte 1928 sein sogenanntes „Superpiano“, das die photoelektrische Klangerzeugung erstmals systematisch einsetzte. Dabei setzte er rotierende Scheiben, die transparente Löcher enthielten, zwischen Lichtquelle und Photozelle. In Abhängigkeit von der Drehzahl der Scheiben und der Anzahl der Löcher änderte sich die entstehende Wechselspannung. Für jeden der zwölf Töne der chromatischen Tonleiter benötigte das Superpiano eine eigene Scheibe. Die Bedienung erfolgte über eine Klaviatur. Mit der Anschlagsstärke der Tasten änderte sich dabei die Helligkeit der Lichtquelle, so dass dynamische Unterschiede wie bei einem normalen Klavier möglich waren. Wegen der komplizierten Bauweise – da die Scheiben durch einen einzigen Motor betrieben wurden, war für jede einzelne eine eigene Übersetzung notwendig – ging das "Superpiano" jedoch nie in Serienproduktion. Mehr Erfolg war in den 1930er-Jahren der von Edwin Welte entwickelten Lichttonorgel beschieden.

## Das Lichttonverfahren
Die Entwicklung der photoelektrischen Klangerzeugung ermöglichte auch das Lichttonverfahren. Bei der Aufzeichnung von Filmmaterial wird hierbei zunächst der umgekehrte Weg gewählt: Schallschwingungen werden in Veränderungen von Lichtintensität umgewandelt, die auf dem Film neben dem Bild aufgezeichnet werden. Bei der Wiedergabe des Films werden diese Lichtschwankungen dann wiederum mit Hilfe der oben beschriebenen Methode in Schallschwingungen übersetzt. Dieser Technik kam eine wichtige Rolle in der Entwicklung des Tonfilms zu. 